# コンゴ共和国の世界遺産
コンゴ共和国の世界遺産について扱う。コンゴ共和国の世界遺産条約締約は1987年12月10日のことであった。以下のデータは第47回世界遺産委員会（2025年）終了時点のものである。

## 文化遺産
なし

## 自然遺産
- サンガ川流域の3か国保護地域 - 2012年
  - コンゴ共和国は、そのうちヌアバレ＝ンドキ国立公園を保有している。
- オザラ・コクアの森林山塊 - 2023年

## 複合遺産
なし

## 暫定リスト
コンゴ共和国は世界遺産の暫定リストに以下の4件を記載している（記載年はいずれも2008年）。
- ロアンゴの旧奴隷積出港 (Ancien port d’embarquement des esclaves de Loango)
- ムベの王領地 (Domaine royal de Mbé)
- コンクアチ＝ドゥリ国立公園 (Le Parc National de Conkouati-Douli)